# Vibyggerå gamla kyrka
Vibyggerå gamla kyrka, är en kyrkobyggnad i Vibyggerå. Den är församlingskyrka i Vibyggerå församling i Härnösands stift. Kyrkan är belägen på en höjd väster om E4 i södra utkanten av Docksta tätort, invid vandringsleden Höga Kustenleden.

## Kyrkobyggnaden
Kyrkobyggnaden är en salkyrka, gjord av sten, utan torn. Uppgifter ger vid handen att det i Vibyggerå har funnit en församling med kyrkoherde sedan 1200-talets senare del. Det förekommer uppgifter att kyrkan kan vara byggd slutet av 1200-talet eller tidigt på 1300-talet. Den har byggts om och renoverats vid ett flertal tillfällen.
Kyrkan togs ur bruk sedan Vibyggerå nya kyrka byggdes 1871–1874. År 1916 brann nya kyrkan ner efter ett blixnedslag och många av de gamla inventarierna förstördes i branden. Efter branden stod församlingen utan kyrkorum, varefter gamla kyrkan snabbrenoverades. 1919 återinvidges nya kyrkan men den gamla fortsatte att användas, främst under sommartid. Den restaurerades på nytt 1935.
Interiören uppvisar takmålningar, vilka kom till på 1730-talet. Kyrkan har en välbevard inredning från 1700-talet med altaruppsats från 1771 utförd av Johan Edler och predikstol av Simon Geting. Sakristian var ursprungligen av sten men 1647 fick den rivas och ersattes med en i trä, då stenmurarna i gamla sakristian höll på att rasa in.

## Inventarier
Predikstolen är från 1740. I kyrkan finns även ett triumfkrucifix från medeltidens senare del.

## Klockor
År 1516 fick Vibyggerå församling sin första kyrkklocka, som troligen var gjuten av Busse Jacobsson i Stockholm och hade en inskrift på lågtyska, som i svensk tolkning lyder: Hjälp Gud, att detta gjutgods väl må flyta. Till Marias ära vill jag denne klocka gjuta. Vilket skedde år 1500 och 16. När Gustav Vasas kyrkgodsindrivning genomfördes löste församlingen klockan med  69 mark och 7 öre, samt 3 skeppspund 4 lispund (ca 537 kg) koppar. Klockan var placerad i en klockstapel strax norr om kyrkan, den så kallade Stapelkläppen, och 1752 anskaffades lillklockan. När Vibyggerå nya kyrka byggdes överfördes klockorna till det nya klocktornet. Vid branden 1916 förstördes båda klockorna, men malmen togs tillvara från båda och göt den nya lillklockan.